# Hundöra

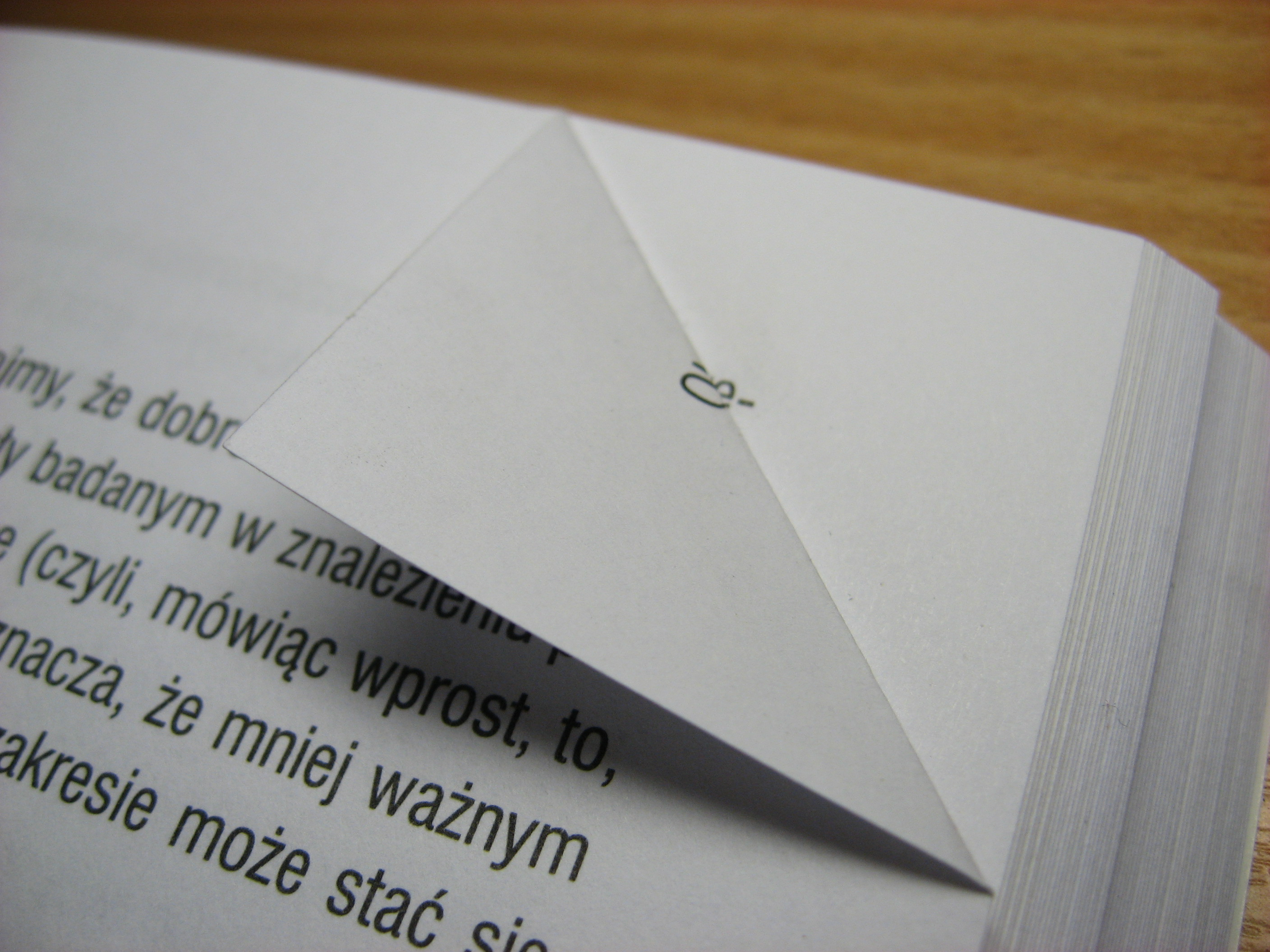
Ett "hundöra".

Ett hundöra är en sorts bokmärke som skapas genom att man viker in yttre hörnet på en boksida för att markera en plats som man lätt vill kunna återvända till. Metoden ger permanenta defekter på boken varför det kan uppfattas som negativt, speciellt om boken är värdefull, om det är en biblioteksbok eller liknande. Ett vikt skadat hörn på en papperssida kan också kallas hundöra, även om det inte gjorts medvetet för att fungera som bokmärke. I den senare formen är begreppet känt i svenskan sedan 1734 då det omskrivs i Jacob Serenius engelsk-svensk-latinsk ordbok Dictionarium anglo-svethico-latinum.

## På andra språk
Hundöron som bokmärken används i många länder, men i till exempel Tyskland och Danmark kallas de åsneöron medan de i engelsktalande länder kallas hundöron (dog ears) som på svenska.